# Catania Football Club 2023-2024
Questa voce raccoglie le informazioni riguardanti il Catania Football Club nelle competizioni ufficiali della stagione sportiva 2023-2024.

## Stagione
Nella stagione 2023-2024 il Catania disputa il girone C del campionato di Serie C, raccoglie 45 punti con il tredicesimo posto finale, sarebbe fuori dai Play-off come piazzamento in campionato, ma vince per la prima volta la Coppa Italia di Serie C, battendo nella doppia finale il Padova, con diritto a disputare anche i Play-off. Vi entra in scena nel primo turno della fase nazionale, dove elimina l'Atalanta Under 23, poi nel secondo turno cede nel doppio incontro all'Avellino.

## Divise e sponsor
Per la stagione 2023-2024, lo sponsor tecnico del Catania è ancora l'azienda italiana Erreà. Gli sponsor di maglia sono: SuperConveniente (main sponsor), Funivia dell'Etna (second sponsor), Orofollia ( gold sponsor), Trilogy (back shirt sponsor), Muracel (second back partner), Bacco (sleeve sponsor), Replay (official demin partner), SE.CO.RI. (short sponsor).
Sono presentate tre maglie. La prima disegnata con il classico modello palato a strisce strette rosse e azzurre, con inserti neri. La divisa da trasferta richiama il paesaggio di alta quota dell'Etna: Il colore predominate è quello del bianco della neve, con alcuni dettagli neri, che richiamano la cenere vulcanica e una colata lavica di colore rosso e azzurra. La terza tenuta di gioco, utilizzata anche dai portieri, è ispirata al Barocco siciliano: La maglia nera è interamente decorata con disegni floreali ispirati alla pavimentazione del Palazzo Centrale dell’Università di Catania.
| 1ª divisa | 2ª divisa | 3ª divisa |

## Organigramma societario
ORGANI DI AMMINISTRAZIONE E CONTROLLO
Consiglio di amministrazione
- Presidente: Rosario Pelligra
- Vice presidente e Amministratore delegato: Vincenzo Grella
- Consigliere di amministrazione: Mark Bresciano (dal 7 novembre 2023) [1]

Collegio sindacale
- Organo vacante

AREE E MANAGEMENT
Area gestione aziendale
- Direttore generale: Luca Carra
- Responsabile amministrativo: Carmelo Milazzo
- Segretaria di direzione: Elvira Strano
- Segretaria di amministrazione: Lucrezia Maugeri
- Consulente legale: Dario Motta
- Supporter liaison officer: Giuseppe Franchina
- Addetto agli arbitri: Max Velotto
- Responsabile del servizio di prevenzione e protezione: Mario Drago
- Delegato gestione evento: Antonio Russo
- Addetto alla manutenzione: Enzo Longhitano
- Magazzinieri: Giuseppe Motta, Maurizio Bonfiglio, Corrado Arena

Area comunicazione
- Responsabile comunicazione: Angelo Scaltriti
- Social media manager: Francesco Becciani
- Fotografo: Filippo Galtieri
- Videomaker: Alfio Distefano

Area Marketing
- Responsabile marketing: Sergio Muratore (fino al 1 settembre 2023) [2]
- Direttore marketing & sales: Salvino Sinatra (dal 3 maggio 2024) [3]
- Addetto marketing: Alessandro Galiano
- Responsabile merchandising: Francesco Oceano

Area sportiva
- Direttore sportivo: Antonello Laneri (fino al 5 novembre 2023) [4]
- Osservatore: Massimo Varini
- Responsabile settore giovanile: Orazio Russo
- Brand ambassador: Francesco Lodi
- Responsabile affiliazioni: Teodoro Coppola
- Responsabile dipartimento femminile: Massimiliano Borbone
- Segretario settore giovanile e dipartimento femminile: Pino Fichera
- Coordinatore area preparazione atletica e high performance: Giovanni Petralia
- Segretario sportivo: Emanuele Passanisi
- Team manager: Armando Pantanelli

Area tecnica
Staff tecnico
- Allenatore: Luca Tabbiani (fino al 5 novembre 2023) [5] , poi Michele Zeoli ad interim (fino al 14 novembre 2023), poi Cristiano Lucarelli [6] (fino al 7 marzo 2024) [7], poi Michele Zeoli [8]
- Vice-allenatore: Michele Coppola (fino al 5 novembre 2023), poi Richard Vanigli (fino all'7 marzo 2024), poi Leonardo Vanzetto
- Collaboratori tecnici: Stefano Agresti (fino al 14 novembre 2023), Emanuele Catania (fino al 14 novembre 2023), poi Michele Zeoli [9] (fino all'8 marzo 2024)
- Match analyst: Ivan Francesco Alfonso
- Allenatore dei portieri: Matteo Tomei (fino al 14 novembre 2023), poi Pietro Spinosa (fino all'7 marzo 2024), poi Maurizio Bonfatto
- Preparatore atletico: Paolo Bertoncini (fino al 5 novembre 2023), poi Giovanni Petralia ad interim (fino al 14 novembre 2023), poi Giuseppe Colombino (fino all'7 marzo 2024), poi Giovanni Petralia
- Preparatore atletico addetto alla riabilitazione: Domenico Castello

Area sanitaria
- Coordinatore area medica: Francesco Riso
- Responsabile sanitario: Carmelo Amato
- Medico sociale: Cesare Cassisi
- Fisioterapisti: Gianpiero Gulisano, Alberto Palumbo
- Massofisioterapisti: Massimiliano Alizzio, Daniele Torrisi

## Rosa
Aggiornata al 1 Febbraio 2024.
| N. |                      | Ruolo | Calciatore            |
| -- | -------------------- | ----- | --------------------- |
| 1  | Lettonia (bandiera)  | P     | Klāvs Bethers         |
| 12 | Italia (bandiera)    | P     | Christian Torrisi     |
| 22 | Italia (bandiera)    | P     | Jacopo Furlan         |
| 95 | Italia (bandiera)    | P     | Marco Albertoni       |
| 3  | Albania (bandiera)   | D     | Kevin Haveri          |
| 2  | Argentina (bandiera) | D     | Marcos Curado         |
| 4  | Italia (bandiera)    | D     | Tommaso Silvestri     |
| 5  | Italia (bandiera)    | D     | Francesco Rapisarda   |
| 11 | Italia (bandiera)    | D     | Antonio Mazzotta      |
| 13 | Italia (bandiera)    | D     | Devid Bouah           |
| 14 | Croazia (bandiera)   | D     | Ivan Kontek           |
| 27 | Italia (bandiera)    | D     | Alessio Castellini () |
| 28 | Italia (bandiera)    | D     | Alessandro Celli      |
| 46 | Italia (bandiera)    | D     | Salvatore Monaco      |
| 6  | Albania (bandiera)   | C     | Emanuele Ndoj         |

| N. |                     | Ruolo | Calciatore         |
| -- | ------------------- | ----- | ------------------ |
| 7  | Colombia (bandiera) | C     | Andrés Tello       |
| 8  | Italia (bandiera)   | C     | Stefano Sturaro    |
| 16 | Italia (bandiera)   | C     | Alessandro Quaini  |
| 19 | Italia (bandiera)   | C     | Diego Peralta      |
| 23 | Ghana (bandiera)    | C     | Nana Welbeck       |
| 30 | Italia (bandiera)   | C     | Emanuele Cicerelli |
| 33 | Italia (bandiera)   | C     | Roberto Zammarini  |
| 9  | Italia (bandiera)   | A     | Rocco Costantino   |
| 10 | Italia (bandiera)   | A     | Samuel Di Carmine  |
| 15 | Italia (bandiera)   | A     | Lorenzo Privitera  |
| 31 | Italia (bandiera)   | A     | Marco Chiarella    |
| 32 | Italia (bandiera)   | A     | Cosimo Chiricò     |
| 77 | Italia (bandiera)   | A     | Davide Marsura     |
| 90 | Italia (bandiera)   | A     | Pietro Cianci      |

## Calciomercato

### Sessione estiva(dall'1/7 all'1/9)
| Acquisti | Acquisti           | Acquisti    | Acquisti   |
| R.       | Nome               | da          | Modalità   |
| -------- | ------------------ | ----------- | ---------- |
| P        | Klavs Bethers      | Piacenza    | definitivo |
| P        | Alessandro Livieri | Pisa        | prestito   |
| D        | Antonio Mazzotta   |             | svincolato |
| D        | Marcos Curado      |             | svincolato |
| D        | Mattia Maffei      | Cavese      | definitivo |
| D        | Tommaso Silvestri  | Modena      | definitivo |
| C        | Michele Rocca      |             | svincolato |
| C        | Riccardo Ladinetti |             | svincolato |
| C        | Roberto Zammarini  |             | svincolato |
| C        | Alessandro Quaini  | Fiorenzuola | definitivo |
| A        | Marco Chiarella    | Pescara     | definitivo |
| A        | Cosimo Chiricò     |             | svincolato |
| A        | Miloš Bočić        | Pescara     | definitivo |
| A        | Davide Marsura     |             | svincolato |
| A        | Gabriel Popovic    |             | svincolato |
| A        | Samuel Di Carmine  |             | svincolato |
| A        | Edgaras Dubickas   | Pisa        | prestito   |

| Cessioni         | Cessioni               | Cessioni           | Cessioni      |
| R.               | Nome                   | a                  | Modalità      |
| ---------------- | ---------------------- | ------------------ | ------------- |
| D                | Michele Somma          |                    | risoluzione   |
| C                | Francesco Lodi         |                    | fine carriera |
| A                | Giuseppe Giovinco      | Virtus Francavilla | definitivo    |
| Altre operazioni |                        |                    |               |
| R.               | Nome                   | a                  | Modalità      |
| P                | Klavs Bethers          | Piacenza           | fine prestito |
| P                | Alessandro Groaz       | Triestina          | fine prestito |
| D                | Aniello Boccia         | Juve Stabia        | fine prestito |
| D                | Alessio Pedicone       |                    | svincolato    |
| D                | Donart Lubishtani      |                    | svincolato    |
| C                | Mattia Vitale          | Sampdoria          | fine prestito |
| C                | Simone Baldassar       | Pordenone          | fine prestito |
| C                | Alessandro Russotto    |                    | svincolato    |
| C                | Simone Buffa           |                    | svincolato    |
| C                | Orazio Di Grazia       |                    | svincolato    |
| A                | Andrea Russotto        |                    | svincolato    |
| A                | Marco Chiarella        | Pescara            | fine prestito |
| A                | Vincenzo Sarno         |                    | svincolato    |
| A                | Alessandro De Respinis |                    | svincolato    |
| A                | Gianluca Litteri       |                    | svincolato    |
| A                | Jefferson              |                    | svincolato    |

### Operazioni successive alla sessione estiva
| Acquisti | Acquisti          | Acquisti | Acquisti   |
| R.       | Nome              | da       | Modalità   |
| -------- | ----------------- | -------- | ---------- |
| P        | Marco Albertoni   |          | svincolato |
| D        | Devid Bouah       |          | svincolato |
| C        | Francesco Deli    |          | svincolato |
| C        | Niccolò Zanellato |          | svincolato |

| Cessioni | Cessioni      | Cessioni         | Cessioni   |
| R.       | Nome          | a                | Modalità   |
| -------- | ------------- | ---------------- | ---------- |
| C        | Marco Palermo | FC Lamezia Terme | definitivo |
| A        | Manuel Sarao  | Siracusa         | definitivo |

### Sessione invernale(dal 1/1 al 31/1)
| Acquisti | Acquisti           | Acquisti                     | Acquisti   |
| -------- | ------------------ | ---------------------------- | ---------- |
| P        | Jacopo Furlan      | Perugia                      | definitivo |
| D        | Alessandro Celli   | Ternana                      | definitivo |
| D        | Ivan Kontek        | Virtus Entella               | definitivo |
| D        | Salvatore Monaco   | Potenza                      | definitivo |
| D        | Kevin Haveri       | Torino                       | prestito   |
| C        | Nana Welbeck       | Catanzaro                    | definitivo |
| C        | Diego Peralta      | Foggia                       | definitivo |
| C        | Stefano Sturaro    | Fatih Karagümrük Spor Kulübü | definitivo |
| C        | Andrés Tello       | Benevento                    | definitivo |
| A        | Emanuele Cicerelli | Lazio                        | definitivo |
| A        | Rocco Costantino   | Monterosi Tuscia             | definitivo |
| A        | Pietro Cianci      | Taranto                      | definitivo |

| Cessioni | Cessioni           | Cessioni     | Cessioni      |
| R.       | Nome               | a            | Modalità      |
| -------- | ------------------ | ------------ | ------------- |
| P        | Alessandro Livieri | Pisa         | fine prestito |
| D        | Mattia Maffei      | Fiorenzuola  | prestito      |
| D        | Filippo Lorenzini  | Novara       | definitivo    |
| C        | Francesco Deli     | Casertana    | definitivo    |
| C        | Michele Rocca      | Avellino     | definitivo    |
| C        | Riccardo Ladinetti | Taranto      | prestito      |
| C        | Niccolò Zanellato  | Crotone      | prestito      |
| A        | Edgaras Dubickas   | Pisa         | fine prestito |
| A        | Giuseppe De Luca   | Pergolettese | prestito      |
| A        | Gabriel Popovic    | Fiorenzuola  | prestito      |
| A        | Miloš Bočić        | Fiorenzuola  | prestito      |

### Operazioni successive alla sessione invernale
| Acquisti | Acquisti      | Acquisti | Acquisti   |
| R.       | Nome          | da       | Modalità   |
| -------- | ------------- | -------- | ---------- |
| C        | Emanuele Ndoj |          | svincolato |

| Cessioni | Cessioni       | Cessioni | Cessioni    |
| R.       | Nome           | a        | Modalità    |
| -------- | -------------- | -------- | ----------- |
| C        | Giuseppe Rizzo |          | risoluzione |

## Risultati

### Serie C

#### Girone di andata
| Arbitro: | Galipò (Firenze) |

|  |           |              |
|  | Marcatori | 66’ Tribuzzi |

| Arbitro: | Ubaldi (Roma) |

|  |           |                     |
|  | Marcatori | 71’ Sarao 75’ Bocic |

| Arbitro: | Delrio (Reggio Emilia) |

|                     |           |  |
| Di Carmine 31’, 64’ | Marcatori |  |

| Monopoli 21 settembre 2023, ore 20:45 CEST 4ª giornata | Monopoli               | 0 – 0 referto | Catania | Stadio Vito Simone Veneziani (2 016 spett.)\| Arbitro: \| Grasso (Ariano Irpino) \| |
| Arbitro:                                               | Grasso (Ariano Irpino) |               |         |                                                                                     |

| Arbitro: | Perri (Roma) |

|  |           |                           |
|  | Marcatori | 73’ A. Marino 90+5’ Tonin |

| Arbitro: | Crezzini (Siena) |

|  |           |                                     |
|  | Marcatori | 7’, 56’ Chiricò 25’, 46’ Di Carmine |

| Arbitro: | G. Sacchi (Macerata) |

|             |           |                 |
| Chiricò 73’ | Marcatori | 18’ Mastroianni |

| Arbitro: | Caldera (Como) |

|          |           |  |
| Meli 31’ | Marcatori |  |

| Arbitro: | Scarpa (Collegno) |

|                |           |  |
| Di Carmine 66’ | Marcatori |  |

| Arbitro: | Cerbasi (Arezzo) |

|                 |           |                     |
| Palazzino 90+2’ | Marcatori | 41’ (aut.) Giordani |

| Arbitro: | Frascaro (Firenze) |

|  |           |                      |
|  | Marcatori | 10’ Marconi 70’ Gori |

| Arbitro: | Leone (Barletta) |

|              |           |  |
| Caturano 35’ | Marcatori |  |

| Arbitro: | Ancora (Roma) |

|             |           |  |
| Malcore 59’ | Marcatori |  |

| Arbitro: | Vogliacco (Bari) |

|                        |           |               |
| Curado 39’ Bouah 90+6’ | Marcatori | 75’ De Felice |

| Arbitro: | Di Francesco (Ostia Lido) |

|  |           |                |
|  | Marcatori | 80’ Di Carmine |

| Arbitro: | Vingo (Pisa) |

|             |           |               |
| De Luca 76’ | Marcatori | 22’ Artistico |

| Arbitro: | Virgilio (Trapani) |

|              |           |  |
| Emmausso 71’ | Marcatori |  |

| Arbitro: | Canci (Carrara) |

|  |           |                  |
|  | Marcatori | 42’ De Francesco |

| Arbitro: | Cavaliere (Paola) |

|  |           |                                              |
|  | Marcatori | 38 rig.’, 69’ Chiricò 46’ Zammarini 79’ Deli |

#### Girone di ritorno
| Arbitro: | De Angeli (Milano) |

|                                     |           |  |
| Giron 38’ G. Gomez 68’ Vinicius 86’ | Marcatori |  |

| Arbitro: | Cherchi (Carbonia) |

|                                                                  |           |  |
| Di Carmine 24’ Zammarini 61’ Costantino 77’ (rig.) Chiarella 85’ | Marcatori |  |

| Arbitro: | Arena (Torre del Greco) |

|           |           |  |
| Gallo 20’ | Marcatori |  |

| Arbitro: | Iacobellis (Pisa) |

|               |           |              |
| Cicerelli 30’ | Marcatori | 69’ Bizzotto |

| Arbitro: | Diop (Treviglio) |

|                 |           |               |
| Santaniello 34’ | Marcatori | 20’ Rapisarda |

| Catania 11 febbraio 2024, ore 16:15 CET 25ª giornata | Catania            | 0 – 0 | Casertana | Stadio Angelo Massimino (15.843 spett.)\| Arbitro: \| Scatena (Avezzano) \| |
| Arbitro:                                             | Scatena (Avezzano) |       |           |                                                                             |

| Arbitro: | Pezzopane (L'Aquila) |

|              |           |  |
| Riccardi 52’ | Marcatori |  |

| Arbitro: | Emmanuele (Pisa) |

|                     |           |  |
| Castellini 14’, 74’ | Marcatori |  |

| Arbitro: | Gasperotti (Rovereto) |

|               |           |  |
| De Marchi 11’ | Marcatori |  |

| Arbitro: | Restaldo (Ivrea) |

|            |           |           |
| Kontek 83’ | Marcatori | 30’ Rossi |

| Arbitro: | Di Francesco (Ostia Lido) |

|                                                              |           |                            |
| Rocca 30’ Gori 33’ De Cristofaro 45’ R. Russo 77’ Liotti 71’ | Marcatori | 50’ Marsura 52’ Castellini |

| Catania 10 marzo 2024, ore 16:15 CET 31ª giornata | Catania          | 0 – 0 | Potenza | Stadio Angelo Massimino (15.873 spett.)\| Arbitro: \| Andreano (Prato) \| |
| Arbitro:                                          | Andreano (Prato) |       |         |                                                                           |

| Arbitro: | Castellone (Napoli) |

|                           |           |             |
| Chiricò 35’ Zammarini 83’ | Marcatori | 58’ Malcore |

| Arbitro: | Zanotti (Rimini) |

|                 |           |            |
| Jallow 23’, 43’ | Marcatori | 73’ Cianci |

| Arbitro: | Milone (Taurianova) |

|                     |           |                                 |
| Cianci 2’ Bouah 71’ | Marcatori | 47’, 87’ Salvemini 68’ Ciuferri |

| Arbitro: | Centi (Terni) |

|                  |           |  |
| G. Artistico 56’ | Marcatori |  |

| Arbitro: | Delrio (Reggio Emilia) |

|                       |           |  |
| Di Carmine 25’ (rig.) | Marcatori |  |

| Arbitro: | Mastrodomenico (Matera) |

|                                       |           |                 |
| Loreto 49’ Cuccurullo 71’ Ravasio 83’ | Marcatori | 86’, 90’ Cianci |

| Arbitro: | Frascaro (Firenze) |

|              |           |  |
| Cianci 45+1’ | Marcatori |  |

### Play-off (fase nazionale)
| Arbitro: | Mastrodomenico (Matera) |

|  |           |           |
|  | Marcatori | 84’ Bouah |

| Arbitro: | Emmanuele (Pisa) |

|  |           |            |
|  | Marcatori | 90+2’ Diao |

| Arbitro: | Crezzini (Siena) |

|            |           |  |
| Cianci 71’ | Marcatori |  |

| Arbitro: | Bordin (Bassano del Grappa) |

|                          |           |            |
| Liotti 52’ D'Ausilio 83’ | Marcatori | 10’ Cianci |

### Coppa Italia Serie C

#### Turni eliminatori
| Arbitro: | De Angeli (Milano) |

|                     |           |            |
| Bočić 54’ Sarao 59’ | Marcatori | 89’ Ortisi |

| Arbitro: | Rispoli (Locri) |

|                                        |           |                     |
| Castellini 7’ Diop 20’ (aut.) Deli 81’ | Marcatori | 53’ Ciko 62’ Vitali |

#### Fase finale
| Arbitro: | Grasso (Ariano Irpino) |

|                                                |           |                                           |
| De Luca 53’ Dubickas 59’ Di Carmine (rig.) 87’ | Marcatori | 6’ Tribuzzi 57’ Tumminello 69’ Bruzzaniti |

| Arbitro: | Crezzini (Siena) |

|                              |           |  |
| Castellini 67’ Zammarini 90’ | Marcatori |  |

| Arbitro: | Mirabella (Napoli) |

|             |           |  |
| Lamesta 38’ | Marcatori |  |

| Arbitro: | Galipò (Firenze) |

|                              |           |  |
| Cicerelli 17’ Castellini 84’ | Marcatori |  |

| Arbitro: | Perri (Roma) |

|                          |           |            |
| Palombi 12’ Crisetig 25’ | Marcatori | 77’ Monaco |

| Arbitro: | Nicolini (Brescia) |

|                                                                 |           |                            |
| Di Carmine 26’ (rig.) Cicerelli 44’ Marsura 89’ Costantino 120’ | Marcatori | 3’ Bortolussi 73’ Perrotta |

## Statistiche

### Statistiche di squadra
| Competizione         | Punti     | In casa | In casa | In casa | In casa | In casa | In casa | In trasferta | In trasferta | In trasferta | In trasferta | In trasferta | In trasferta | Totale | Totale | Totale | Totale | Totale | Totale | DR |
| Competizione         | Punti     | G       | V       | N       | P       | Gf      | Gs      | G            | V            | N            | P            | Gf           | Gs           | G      | V      | N      | P      | Gf     | Gs     | DR |
| -------------------- | --------- | ------- | ------- | ------- | ------- | ------- | ------- | ------------ | ------------ | ------------ | ------------ | ------------ | ------------ | ------ | ------ | ------ | ------ | ------ | ------ | -- |
| Serie C              | 45        | 19      | 8       | 6       | 5       | 21      | 15      | 19           | 4            | 3            | 12           | 18           | 23           | 38     | 12     | 9      | 17     | 39     | 38     | +1 |
| Coppa Italia Serie C | Vincitore | 6       | 5       | 1       | 0       | 16      | 8       | 2            | 0            | 0            | 2            | 1            | 3            | 8      | 5      | 1      | 2      | 17     | 11     | +6 |
| Totale               | 45        | 25      | 13      | 7       | 5       | 37      | 23      | 21           | 4            | 3            | 14           | 19           | 26           | 45     | 17     | 10     | 19     | 56     | 49     | +7 |

### Andamento in campionato
| Giornata  | 1  | 2  | 3  | 4  | 5  | 6  | 7  | 8  | 9  | 10 | 11 | 12 | 13 | 14 | 15 | 16 | 17 | 18 | 19 | 20 | 21 | 22 | 23 | 24 | 25 | 26 | 27 | 28 | 29 | 30 | 31 | 32 | 33 | 34 | 35 | 36 | 37 | 38 |
| --------- | -- | -- | -- | -- | -- | -- | -- | -- | -- | -- | -- | -- | -- | -- | -- | -- | -- | -- | -- | -- | -- | -- | -- | -- | -- | -- | -- | -- | -- | -- | -- | -- | -- | -- | -- | -- | -- | -- |
| Luogo     | C  | T  | C  | T  | C  | T  | C  | T  | C  | T  | C  | T  | T  | C  | T  | C  | T  | C  | T  | T  | C  | T  | C  | T  | C  | T  | C  | T  | C  | T  | C  | C  | T  | C  | T  | C  | T  | C  |
| Risultato | P  | V  | V  | N  | P  | V  | N  | P  | V  | N  | P  | P  | P  | V  | V  | N  | P  | P  | V  | P  | V  | P  | N  | N  | N  | P  | V  | P  | N  | P  | N  | V  | P  | P  | P  | V  | P  | V  |
| Posizione | 15 | 10 | 11 | 10 | 13 | 11 | 13 | 13 | 11 | 13 | 13 | 11 | 12 | 13 | 10 | 10 | 11 | 12 | 10 | 12 | 11 | 11 | 11 | 12 | 13 | 14 | 13 | 14 |    |    |    |    |    |    |    |    |    | 13 |

Legenda:

Luogo: C = Casa; T = Trasferta. Risultato: V = Vittoria; N = Pareggio; P = Sconfitta.